# 中広川村
中広川村（なかひろかわむら）は、福岡県八女郡にあった村。現在の八女郡広川町の一部。

## 地理
広川中流域に位置していた。

## 歴史
- 1889年（明治22年）4月1日 - 町村制の施行により、上妻郡日吉村、久泉村、川上村、新代村、太田村が合併して村制施行し、中広川村が発足[1][2]。大字は編成しなかった[1]。
- 1896年（明治29年）4月1日 - 郡の統合により八女郡に所属[1][3]。
- 1955年（昭和30年）4月1日 - 八女郡上広川村と合併して広川町を新設し廃止された[1][2]。

## 教育
- 1883年（明治16年）- 七ケ村組合立久泉小学校開校[1]
- 1896年（明治29年）- 上記を閉校し、中広川尋常小学校開校[1]。
- 1898年（明治31年）- 広川高等小学校開校[1]
- 1919年（大正8年）- 広川高等小学校を開校し、中広川尋常小学校を中広川尋常高等小学校に改組[1]。
- 1947年（昭和22年）- 中広川中学校開校[1]

## 交通

### 鉄道
- 1913年（大正2年）- 三井電気軌道開通[1]